# Molpadia amorpha
Molpadia amorpha is een zeekomkommer uit de familie Molpadiidae.
De wetenschappelijke naam van de soort werd in 1908 gepubliceerd door Hubert Lyman Clark.